# Maloja (Schiff, 1906)
Das Frachtschiff Maloja, war ein Schweizer Handelsschiff, das am 7. September 1943 vor Korsika durch britische Flugzeuge versenkt wurde.

## Technisches und Vorgeschichte
Die Maloja wurde erst im Zweiten Weltkrieg unter Schweizer Flagge gebracht. Es handelt sich um das zweite Schiff im schweizerischen Schiffsregister für Handelsschiffe. Es gehörte schon vor dem Eintrag der Schweizerischen Reederei AG (Swiss Shipping Co. Ltd.) in Basel.
Die Maloja wurde bei S. P. Austin & Sons Ltd., Sunderland im Juni 1906 als Kohledampfer fertiggestellt. Damals hieß das Schiff noch Tosto und hatte als Heimathafen Newcastle. Erstbesitzer war die Reederei Pelton Steamship Company. Im Jahr 1932 wurde das Schiff an A. P. Anastassatos verkauft und in Panis umbenannt. Neuer Heimathafen war Kefalonia. Im Jahr 1937 erfolgte ein erneuter Verkauf an J. Vassiliou mit Umbenennung in Highbury und neuem Heimathafen London. Im Jahr 1938 erwarb A. P. Anastassatos das Schiff ein zweites Mal und benannte es Nora, mit neuem Heimathafen Panama. Am 5. Dezember 1940 erfolgte der Kauf durch die Schweizerische Reederei AG sowie die Umbenennung in Maloja, Heimathafen blieb zunächst Panama. Dabei ist zu beachten, dass es erst ab dem 9. April 1941 möglich war, Seeschiffe in der Schweiz zu registrieren. Diese Möglichkeit wurde sogleich ergriffen, und ab dem 24. April 1941 war der Heimathafen Basel.

## Die Versenkung
Die Maloja verließ am 1. September 1943 mit einer Ladung Kopra den Hafen von Lissabon mit dem Ziel Genua. Am 7. September 1943 schrieb der niederländische Kapitän Wouter A. J. van Baardwijk noch in sein Schiffstagebuch; «Schönes Wetter, ruhige See, gute Sicht». Als sich das Schiff genau nördlich von Korsika befand, wurde es um 16:10 von zehn britischen Flugzeugen des Coastal Command angegriffen. Diese stießen von Steuerbord herab und begannen ohne Warnung die Brücke, das Ruderhaus und die an Bord befindliche Besatzung mit Bordkanonen und Machinengewehrsalven zu bestreichen. Schon nach zwei Attacken begann das Schiff zu brennen. Dann wurden zwei Torpedos abgeworfen, von denen einer vorne die Steuerbordseite traf. Der Kapitän befahl die Aufgabe des Schiffes und das Fieren der Rettungsboote. Eines davon wurde dabei durch den Propeller zerschlagen. Bei den anderen Booten mussten die Schusslöcher mit Stofffetzen abgedichtet werden. Die Besatzung schaffte es gerade noch in die Boote, da kenterte die schon ganz auf der Seite liegende Maloja durch und sank. Es waren dreizehn Minuten seit dem ersten Angriff vergangen, bis die Maloja sank und eine große Öllache zurückließ.
Beim anschließenden Durchzählen fehlten drei Matrosen, die entweder im Kugelhagel starben oder bei der Explosion des Torpedos ins Wasser geschleudert wurden. Sieben weitere Besatzungsmitglieder waren verletzt. Nach einer Nacht erreichten die zwanzig Überlebenden den korsischen Fischerhafen Calvi. In seinen Rapport an die eidgenössischen Behörden hielt der Kapitän fest, dass ein Irrtum ausgeschlossen werden könne, da die weiße Aufschrift Switzerland vor dem Auslaufen in Lissabon neu gestrichen wurden und die Flugzeuge aus rund 50 Meter Entfernung auf das Schiff geschossen hätten und dabei auch auf die am Rumpf angebrachten Schweizer Flaggen zielten. Zu diesem Zeitpunkt war allerdings die Zuordnung der Flugzeuge nicht möglich, da niemand deren Hoheitszeichen erkannt hatte. Im Gegensatz zu der Chasseral, die im April 1944 angegriffen worden war, wurde bei der Maloja keine Entschädigung entrichtet. Nachträgliche private Nachforschungen eines ehemaligen Offiziersaspiranten ergaben, dass sich im Archiv der amerikanischen Marine ein Eintrag findet; «7. September 1943 - Schweizer Schiff 10 Meilen nördlich Kap Revellata, Korsika, von Beaufighter irrtümlich angegriffen, torpediert und versenkt». Das Wrack befindet sich auf einer Meerestiefe von 2800 Metern (42° 50′ N, 8° 11′ O).
Für die Besatzung begann eine kleine Odyssee, besaß sie doch weder Geld noch Papiere. Die Italiener, die sich mitten in den Waffenstillstandsverhandlungen mit den Alliierten befanden, überstellten sie nach Ajaccio. Dort wurden sie von den französischen Truppen für flüchtige deutsche und italienische Kriegsgefangene gehalten und ins Gefängnis gesteckt. Nachdem das Missverständnis aufgeklärt werden konnte, vergingen weitere 14 Tage, bis sie auf einem französischen Hilfskreuzer nach Algier gebracht wurden. Erst dort wurden sie aus Beständen des amerikanischen Roten Kreuzes neu eingekleidet, denn die Italiener hatten ihnen nur ausgediente italienische Uniformen gegeben. Über Casablanca erreichten sie nach rund fünf Monaten in mehreren Gruppen schließlich den Ausgangshafen Lissabon, wo sie auch wieder auf die beiden Verletzten stießen, die in Calvi in Spitalpflege geblieben waren.